# Min Ayahana
Min Ayahana (彩花 みん, Ayahana Min), née le 3 février 1969 à Nanao dans la préfecture d'Ishikawa, au Japon, est une artiste de manga japonais.